# Bicyclus pavonis
Bicyclus pavonis is een vlinder van de familie van de Nymphalidae, van de onderfamilie van de Satyrinae. De soort is voor het eerst wetenschappelijk beschreven als Mycalesis pavonis door Arthur Gardiner Butler in een publicatie uit 1876.

## Verspreiding
De soort komt voor in tropisch Afrika waaronder Senegal, Gambia, Guinee, Mali, Burkina Faso, Ivoorkust, Ghana, Benin, Nigeria, Kameroen, Centraal Afrikaanse Republiek, Zuid-Soedan, Ethiopië, Oeganda en Kenia waar het zich ophoudt in rotsachtige terreinen in droge savannes.

## Waardplanten
De rups leeft op Sporobolus pyramidalis van de grassenfamilie (Poaceae).